# Потапов, Семён Иванович
Семён Иванович Потапов — советский хозяйственный, государственный и политический деятель, Герой Социалистического Труда.

## Биография
Родился в 1908 году. Член ВКП(б) с 1938 года.
С 1926 года — на хозяйственной, общественной и политической работе. В 1926—1971 гг. — крепильщик шахты № 21 имени Хрущёва треста «Сталиншахтострой», участник Великой Отечественной войны, первый секретарь районных комитетов КП Молдавской ССР, первый секретарь Чадыр-Лунгского райкома Компартии Молдавии.
Указом Президиума Верховного Совета СССР от 23 июня 1966 года присвоено звание Героя Социалистического Труда с вручением ордена Ленина и золотой медали «Серп и Молот».
Избирался депутатом Верховного Совета СССР 3-го созыва, Верховного Совета Молдавской ССР 3-го, 5-го, 6-го и 7-го созывов. Член ЦК КП Молдавской ССР.
Умер в 1972 году.